# Marcus Didius Falco
Soukromý informátor Marcus Didius Falco je ústřední postavou a vypravěčem série historických detektivních románů z antického Říma, odehrávajících se za vlády císaře Vespasiana v letech 70-77 našeho letopočtu, jejichž autorkou je anglická spisovatelka Lindsey Davisová.

## Falconův rámcový životopis
Na základě obsahu jednotlivých dílů série je možno vytvořit Falconův rámcový životopis. Narodil se roku 41 našeho letopočtu v plebejské rodině. Když byl ještě mladý, opustil jeho otec rodinu, aby žil s jinou ženou. Roku 59 se Falco stal římským vojákem a sloužil v II. Augustově legii (II. Legio Augusta) v Británii během povstání královny Boudiccy. Roku 66 ukončil kvůli zranění vojenskou službu a stal se soukromým informátorem. Kromě toho byl také amatérským básníkem, autorem satir, ód, epigramů a divadelní hry. Jeho bratr Festus, rovněž legionář, padl roku 68 v Judei během první židovské války a Falco se tak stal hlavou rodiny.
Byl císařem Vespasianem a jeho synem Titem pověřen řešením několika významných misí, vyžadujících velkou diskrétnost, a nakonec postoupil do jezdeckého stavu. Při vyšetřování v Británii roku 70 se seznámil s Helenou Justinou, dcerou senátora, se kterou měl dvě dcery. Roku 75 společně adoptovali dívku Flavii Albiu, která roku 89 ve věku dvaceti osmi let vystupuje v románu Svátek hojnosti rovněž jako soukromý informátor. Série knih s Flavií Albiou také naznačuje, že Falco se musel za vlády císaře Domitiana stáhnout do pozadí a pracovat jako dražebník..
V románu Soumrak v Cordubě je zmínka o tom, že Falco věděl, že se římským císařem stal roku 117 Hadrianus. Falconovi by bylo tedy v té době sedmdesát šest let..

## Knihy v sérii
Série se skládá z dvaceti románů (všechny vyšly česky v pražském nakladatelství BB/art):
- Ztracené stříbro (1989, The Silver Pigs), česky 2002, přeložila Alena Jindrová-Špilarová.
- Bronzové stíny (1990, Shadows in Bronze), česky 2002, přeložila Alena Jindrová-Špilarová.
- Měděná Venuše (1991, Venus in Copper), česky 2003, přeložila Alena Jindrová-Špilarová.
- Železná ruka (1992, The Iron Hand of Mars), česky 2004, přeložila Alena Jindrová-Špilarová.
- Poseidonovo zlato (1993, Poseidon’s Gold), česky 2004, přeložila Alena Jindrová-Špilarová.
- Poslední dějství v Palmýře (1994, Last Act in Palmyra), česky 2005, přeložila Alena Jindrová-Špilarová.
- Čas odejít (1995, Time to Depart), česky 2005, přeložila Alena Jindrová-Špilarová.
- Soumrak v Cordubě (1996, A Dying Light in Corduba), česky 2006, přeložila Alena Jindrová-Špilarová.
- Tři ruce ve fontáně (1997, Three Hands in The Fountain), česky 2007, přeložila. Alena Jindrová-Špilarová.
- Šelmy v aréně (1998, Two for the Lions), česky 2007, přeložila Alena Jindrová-Špilarová.
- Jedna panna navíc (1999, One Virgin Too Many), česky 2008, přeložila Alena Jindrová-Špilarová.
- Óda na bankéře (2000, Ode to a Banker), česky 2008, přeložil Štěpán Jindra.
- Mrtvola v lázni (2001, A Body in the Bath House), česky 2009, přeložila Alena Jindrová-Špilarová.
- Jupiterův mýtus (2002, The Jupiter Myth), česky 2009, přeložila Alena Jindrová-Špilarová.
- Žalobci (2003, The Accusers), česky 2010, přeložila Petra Andělová.
- Zločin nemá dovolenou (2004, Scandal Takes a Holiday), česky 2010, přeložila Alena Jindrová-Špilarová.
- Vidět Delfy a zemřít (2005, See Delphi and Die), česky 2011, přeložila. Petra Andělová.
- Saturnálie (2007, Saturnalia), česky 2011, přeložila Alena Jindrová-Špilarová.
- Alexandrie (2009, Alexandria), česky 2012, přeložila Petra Andělová.
- Bohyně odplaty (2010, Nemesis), česky 2012, přeložila Petra Andělová.

## Adaptace
- Age of Treason (1993, Věk zrady), česky uvedeno jako Gladiátoři, americký televizní film na motivy románu The Silver Pigs, režie Kevin Connor, v roli Falcona Bryan Brown.[4][5]
- Falco: The Silver Pigs (2004), rozhlasová hra, BBC World Radio 4, dramatizace Mary Cutlerová.[6]
- Falco: Shadows in Bronze (2005), rozhlasová hra, BBC World Radio 4, dramatizace Mary Cutlerová.[7]
- Falco: Venus in Copper (2006), rozhlasová hra, BBC World Radio 4, dramatizace Mary Cutlerová.[8]
- Falco: Poseidon's Gold (2009), rozhlasová hra, BBC World Radio 4, dramatizace Mary Cutlerová.[9]